# Rascal Does Not Dream of a Dreaming Girl
Rascal Does Not Dream of a Dreaming Girl (яп. 青春ブタ野郎はゆめみる少女の夢を見ない Сэйсюн бутаяро: ва юмэмиру сё:дзё но юмэ о минай, «Негодник, которому не снилась девочка-мечтательница») — японский анимационный романтический и драматический фильм 2019 года, основанный на шестом и седьмом томах ранобэ серии «AoButa». Первоначально фильм был выпущен 15 июня 2019 года в Японии, а в конце 2019 года он получил ограниченное количество показов в других странах.

## Сюжет
Сакута Адзусагава учится во втором классе старшей школы. Он с удовольствием проводит дни со своей девушкой, актрисой Маи Сакурадзимой, учащейся в выпускном классе этой же школы. Однако их мирная жизнь прерывается появлением двух Сёко Макинохар: одна — ученица средней школы, а другая — взрослая, та, кто помогла Сакуте в прошлом. Сакута обнаруживает, что Сёко из средней школы страдает сердечным заболеванием, из-за которого ей срочно требуется пересадка сердца. Когда и Сакута, и Маи начинают беспокоиться о тяжелой болезни Сёко из средней школы и думают о том, как ей помочь, Сакута в конце концов выясняет связь между своими ранами на груди и взрослой Сёко: взрослая Сёко пришла из будущего после успешной операции по пересадке сердца. Донорское сердце Сёко оказалось сердцем Сакуты. Подруга Сакуты, Футаба, предположила, что раны у Сакуты появились из-за того, что два его сердца не могут существовать одновременно. В будущем Сакута погиб после ДТП со смертельным исходом в канун Рождества, а поскольку у него обнаружилась карточка донора, которую он взял, когда навещал Сёко, то Сёко пересадили сердце Сакуты. Оказалось, причина, по которой Сёко вернулась, была в том, чтобы спасти жизнь Сакуте, но когда Маи тоже узнаёт об этом, история изменяется: Маи ценой своей жизни спасает Сакуту, и поскольку у неё была найдена карточка донора, Сёко пересаживают уже её сердце.
После смерти Маи Сакута был в шоке и опустошении. Взрослая Сёко помогает ему в последний раз, рассказывая секрет: с её помощью он может вернуться в прошлое, чтобы изменить историю. Но из-за этого взрослая Сёко пропадёт. Сакута, приняв тяжёлое и твёрдое решение, возвращается в прошлое, чтобы спасти свою девушку: он надевает ростовой костюм, предупреждает о своём решении Маи и попадает под машину сам. Перед столкновением его сознание возвращается в тело Сакуты из Сочельника. Однако спасение как Маи, так и Сакуты подразумевает, что Сёко станет «жертвой». Сакута отказывается принять такой исход, и вместе с Маи они решаются найти способ помочь молодой Сёко, которая близка к смерти. Также существует проблема: если спасти Сёко, то изменятся воспоминания Сакуты, Маи и других людей вокруг них. В таком случае, всем придётся выстраивать всё по новой. Тем не менее пара обещает найти и полюбить друг друга ещё раз.
События перемещаются в прошлое, когда Сёко учится в четвёртом классе. Она смело записывает свои планы, которые раньше записывать не получалось. Всё это меняет будущее. Время возвращается в настоящее. Наступает новый год, Сакута и Маи посещают храм, а позже проходят мимо пляжа, где случайно встречают Сёко и её родителей. Благодаря тому, что клочки памяти пересекают разные временные рамки, они в конечном итоге узнают друг друга.

## Роли озвучивали
| Персонаж          | Японский        |
| ----------------- | --------------- |
| Сакута Адзусагава | Кайто Исикава   |
| Маи Сакурадзима   | Асами Сэто      |
| Сёко Макинохара   | Инори Минасэ    |
| Томоэ Кога        | Нао Тояма       |
| Рио Футаба        | Ацуми Танэдзаки |
| Нодока Тоёхама    | Маая Утида      |
| Каэдэ Адзусагава  | Юрика Кубо      |

## Производство и выпуск
Проект был анонсирован 9 февраля 2019 года. Это продолжение аниме-сериала Rascal Does Not Dream of Bunny Girl Senpai, которое первоначально транслировалось в Японии в период с октября по декабрь 2018 года. Фильм основан на шестом и седьмом томах ранобэ. В создании фильма принимали участие старые сотрудники, в том числе режиссер Соити Масуи, сценарист Масахиро Ёкотани, дизайнер персонажей Сатоми Тамура и музыкальная группа Fox Capture Plan. CloverWorks, студия, которая разрабатывала аниме-сериал, вернулась в качестве студии производства, равно как и все сэйю, озвучивавшие сериал.
Премьера фильма состоялась в кинотеатрах Японии 15 июня 2019 года. Фильм заработал в общей сложности ¥377,590,790 из продажи 257 191 билетов за 24 дня. Фильм продвигался через товары, основанные на персонажах из серии, в том числе фигурок Маи Сакурадзимы и Сёко Макинохары, которые были запланированы к выпуску от Aniplex в 2020 году.
В США премьера фильма состоялась 7 июля 2019 года на выставке Anime Expo. Aniplex of America в сотрудничестве с Funimation Films показала фильм в некоторых кинотеатрах США 2 и 3 октября 2019 года, а в Канаде — 4 и 5 октября. В Австралии и Новой Зеландии Madman Entertainment впервые представила фильм на фестивале аниме Madman в Мельбурне 14 сентября 2019 года и показывала его с ограниченным числом сеансов с 10 октября 2019 года.

## Оценки
Ким Моррисси из Anime News Network похвалила фильм, назвав его «душещипательным», и поставила ему общий балл A-.